# Overprotected
Singles de Britney Spears
I'm a Slave 4 U
(2001) I'm Not a Girl, Not Yet a Woman
(2002)
Pistes de Britney
I'm a Slave 4 U
(1) Lonely
(3)
Overprotected est une chanson de l’artiste américaine pop Britney Spears, sortie le 18 décembre 2001 en tant que deuxième single de son troisième album studio, Britney.

## Classement
| Classement (2002)                       | Meilleures Positions |
| --------------------------------------- | -------------------- |
| Monde                                   | 6                    |
| Argentine                               | 1                    |
| Australie                               | 16                   |
| Belgique                                | 9                    |
| Brésil                                  | 2                    |
| Canada1                                 | 22                   |
| Chili                                   | 2                    |
| Danemark                                | 6                    |
| Allemagne                               | 12                   |
| Europe                                  | 5                    |
| Finlande                                | 7                    |
| France                                  | 15                   |
| Allemagne                               | 11                   |
| Grèce                                   | 6                    |
| Irlande                                 | 9                    |
| Israël                                  | 1                    |
| Italie                                  | 1                    |
| Norvège                                 | 1                    |
| Philippines                             | 18                   |
| Espagne                                 | 14                   |
| Suède                                   | 2                    |
| Japon                                   | 1                    |
| Royaume-Uni                             | 4                    |
| États-Unis Billboard Hot 1001           | 86                   |
| États-Unis Billboard Mainstream Top 401 | 37                   |

- 1Darkchild Remix.